# Val Butnaru
Val Butnaru ( n. 17 aprilie, 1955, Chișinău) este un analist politic, dramaturg, publicist și scriitor basarabean, fondatorul trustului media "Jurnal Trust Media".

## Studii
După absolvirea școlii medii de cultură generală nr. 32 (actualmente Liceul român Iulia Hașdeu din Chișinău, în 1975, dă admiterea la Facultatea de ziaristică a Universității de Stat din Moldova, al cărei licențiat devine în 1980. În 1987 urmează Cursurile superioare de regie de pe lângă Institutul de artă cinematografică (în limba rusă:Всероссийский государственный университет кинематографии имени С. А. Герасимова) din Moscova, în clasa maestrului Emil Loteanu. Stagieri în domeniul jurnalismului: la Radio Europa Liberă (Munchen, 1993) și la redacția ziarului Orlando Sentinel (Orlando-SUA, 1994).

## Carieră
Din penutlimul an de studenție (1979) se angajează ca reporter la ziarul Tinerimea Moldovei, unde lucrează până în 1983, inițial semnând Valeriu Butnaru. Concomitent colaboreză cu publicațiile Învățământul Public și Literatura și Arta. Între 1985 și 1991 este angajat al revistei literar-artistice pentru tineret Orizontul (ulterior - Columna), perioadă în care, ca publicist, se încadrează plenar în Mișcarea de renaștere și eliberare națională a basarabenilor. Activează ca redactor-șef adjunct (redactor - deputatul Nicolaie Misail) la organul de presă al Parlamentului Republicii Moldova, Sfatul Țării (1991-1992). Activitatea la Sfatul Țării (împreună cu Vasile Botnaru, Alexandru Canțâr, Valeriu Reniță) a fost un moment de răscruce - apare "perestroica" - se formează Agenția de presă (independentă-nestatală) Basa Press.
Din 1992 până în 1994, Val Butnaru a fost director artistic al Teatrului Eugene Ionesco. Activează, în paralel, în calitate de corespondent pentru Basarabia la Radio Europa Liberă, redacția emisiunilor în limba română (1992-1996). În 1995 fondează Grupul de presă FLUX (GPF), al cărui director devine. Odată cu întemeierea GPF, în Republica Moldova apare o prestigioasă agenție independentă de știri (AP Flux), iar publicul cititor beneficiază de unul dintre cele mai credibile și mai captivante ziare de limba română - Flux, care ulterior s-a divizat în două ediții: Flux - Cotidian Național (cu 5-6 apariții în săptămână) și Flux - Ediția de vineri (săptămânal).
În noiembrie 1999, fondează un nou hebdomadar - Jurnal de Chișinău , care de asemenea captează repede simpatia și încrederea cititorilor, fiind recunoscut de către forurile mass-media din Republica Moldova drept cel mai reușit debut în presa periodică din Republica Moldova. Ca redactor-șef, Val Butnaru a adunat în jurul Jurnalului de Chișinău o echipă de gazetari de înaltă calificare și numeroși colaboratori dintre personalitățile vieții politice și culturale basarabene. Însuși Val Butnaru publică număr de număr (inițial - săptămânal, iar din 2003, de două ori pe săptămână), sub genericul E la nave va... (preluat de la titlul celebrului film al lui F. Fellini), editoriale incitante, axate pe evenimente și probleme de primă stringență. "
Alte colaborări în calitate de analist politic : la Televiziunea Națională (în 2000-2001, până la instaurarea cenzurii comuniste), la posturile Euro TV, Radio Europa Liberă, Radio Antena C. Ține un curs de măiestrie jurnalistică studenților de la Departamentul respectiv al Universității Libere Internaționale (ULIM) din Chișinău.

### Publicistică
Activitatea de publicist a lui Val Butnaru a fost evidențiată în mai multe rânduri: este desemnat câștigător al topului 10 ziariști ai anului organizat de clubul de presă din Chișinău (1995, 1996, 1997), recunoscut camanagerul care a înregistrat cele mai mari succese în domeniul presei (1998), i s-a acordat Diploma de merit a Uniunii Jurnaliștilor din Moldova și Diploma Clubului Național de presă Pentru devotament în serviciul opiniei publice (2001).
Printre publicațiile sale se numără:
- Saxofonul cu frunze roșii, Chișinău, ARC, 1998
- Cum Ecleziastul discuta cu Proverbele, Chișinău, ARC, 1999.
- Iosif și amanta sa // Patru texte, patru autori,  Chișinău, ARC, 2000
- Apusul de soare se amână (Piese de teatru), Chișinău, Cartier, 2003
- Cartea nomazilor din B., București, RAO, 2010
- Negru și Roșu. 1930 - 2056, Chișinău, Litera, 2016
- Misterioasa dispariție a lui Teo Neamțu, Chișinău, Cartier, 2017
- Dilogia Manuscrisul lui Zograf – soția lui Faust, desperado.com, Chișinău, Prut, 2020
- Hipnotic, Chișinău, ARC, 2021
- Patimile după Iov, Chișinău, ARC, 2022

### Dramaturgie
S-a impus și ca un dramaturg original, piesele sale fiind montate pe scenele teatrelor Luceafărul , Eugene Ionesco , Teatrul Poetic de la Chișinău, Teatrul Național Vasile Alecsandri din Bălți, Teatrul Dramatic B.P. Hașdeu din Cahul,  Teatrul Național Mihai Eminescu din Botoșani, precum și la Teatrul TV Chișinău și la cel de la Radio Moldova.
A debutat cu piesa Procedeul de ju-jitsu (1986). Au urmat :  
- Ne place să jucăm teatru (1987)
- La Veneția e cu totul altfel (1989)
- Simfonie în bi bemol major (1992)
- Iosif și amanta sa (1993)
- Țin minte că va ninge și vom fi fericiți (1993)
- Mâine sau poate poimâine (1994)
- Saxofonul cu frunze roșii (1997)
- Cum Ecleziastul discuta cu Proverbele (1999, montată în 2002)
- Șase autori în căutarea unui personaj (2001)
- Apusul de soare se amână (scrisă într-o primă variantă în 1982, revăzută și publicată în 2003)
- Avant de mourir (2008).

Este autorul a două dramatizări după scrieri în proză de maeștri străini ai literaturii contemporane: 
- Halta viscolelor (1986, după romanul scriitorului kirghiz Cinghiz Aitmatov) și
- Fratele nostru, Iuda (după scriitorul rus Leonid Andreev).

Scrierile dramatice ale lui Val Butnaru, spectacolele montate (uneori cu asistența regizorală a autorului) au fost menționate cu numeroase premii și diplome de laureat, beneficiind de cronici, recenzii și prezentări favorabile în presa culturală, la radio și TV, la Chișinău, Bălți, Iași, București și în alte orașe din România. Astfel i s-a acordat Premiul Ministerului Culturii al Republicii Moldova pentruCea mai bună piesă a anului (1989 - "La Veneția e cu totul altfel", în 1999 pentru "Cum Ecleziastul discuta cu Proverbele"), Premiul Ion Luca Caragiale al Academiei Române (1993, pentru piesa "Iosif și amanta sa"), Premiul revistei Convorbiri literare din Iași Pentru reușita deschiderii europene a teatrului la est de Prut (2004).
În 2010 editura Prut Internațional publică primul roman a lui Val Butnaru, Cartea nomazilor din B., care a fost imediat apreciat de către poetul Vasile Gârneț .

### Alte merite
- Bursier de excelență al Fundației Soros-Moldova (2001), cîștigător al Concursului de editare a celor mai bune manuscrise de beletristică, promovat de aceeași instituție (1998, 1999, 2003);
- Membru al Uniunii Jurnaliștilor din Moldova (1987), al Uniunii Teatrale din Moldova (1992), al Uniunii Scriitorilor din Moldova (1993) și al Uniunii Scriitorilor din România (2003);
- Vicepreședinte al Uniunii Jurnaliștilor din Moldova (1999 - 2003), membru al Clubului Național de Presă, membru al Centrului Independent de Jurnalism, membru al Consiliului de observatori al Audiovizualului, dar din care s-a retras în semn de protest față de recursul la metode nedemocratice în activitatea CCA;
- În 2000, Președintele României, Emil Constantinescu, îi conferă Ordinul Național "Pentru merit" în grad de Comandor;
- În 2009, Președintele interimar al R. Moldova, Mihai Ghimpu, îi conferă Ordinul Republicii;

În 2014 Val Butnaru a anunțat că renunță la acest ordin în semn de protest că distincția i-a fost conferită și lui Vladimir Plahotniuc.
- Regizorul Petru Hadârcă, montează pentru Radio România Cultural două texte dramatice semnate de Val Butnaru: Șase personaje în căutarea unui autor (2007) și Avant de Mourir (2010).

## Viața personală
Val Butnaru este căsătorit cu Valentina Butnaru, publicistă, președinte a Societății Limba Noastră Cea Română și au împreună trei copii.
Val Butnaru este nașul de cununie al politicianului Iurie Roșca.